# Amanda Aldridge
Amanda Christina Elizabeth Aldridge, également connue sous le nom d'Amanda Ira Aldridge, née le 10 mars 1866 et décédée le 9 mars 1956, est une artiste lyrique britannique, chanteuse d'opéra et professeure de chant lyrique. Compositrice de musique lyrique, certaines de ses œuvres sont créées sous le pseudonyme de Montague Ring.
Elle est la fille de l'acteur afro-américain Ira Aldridge.

## Biographie

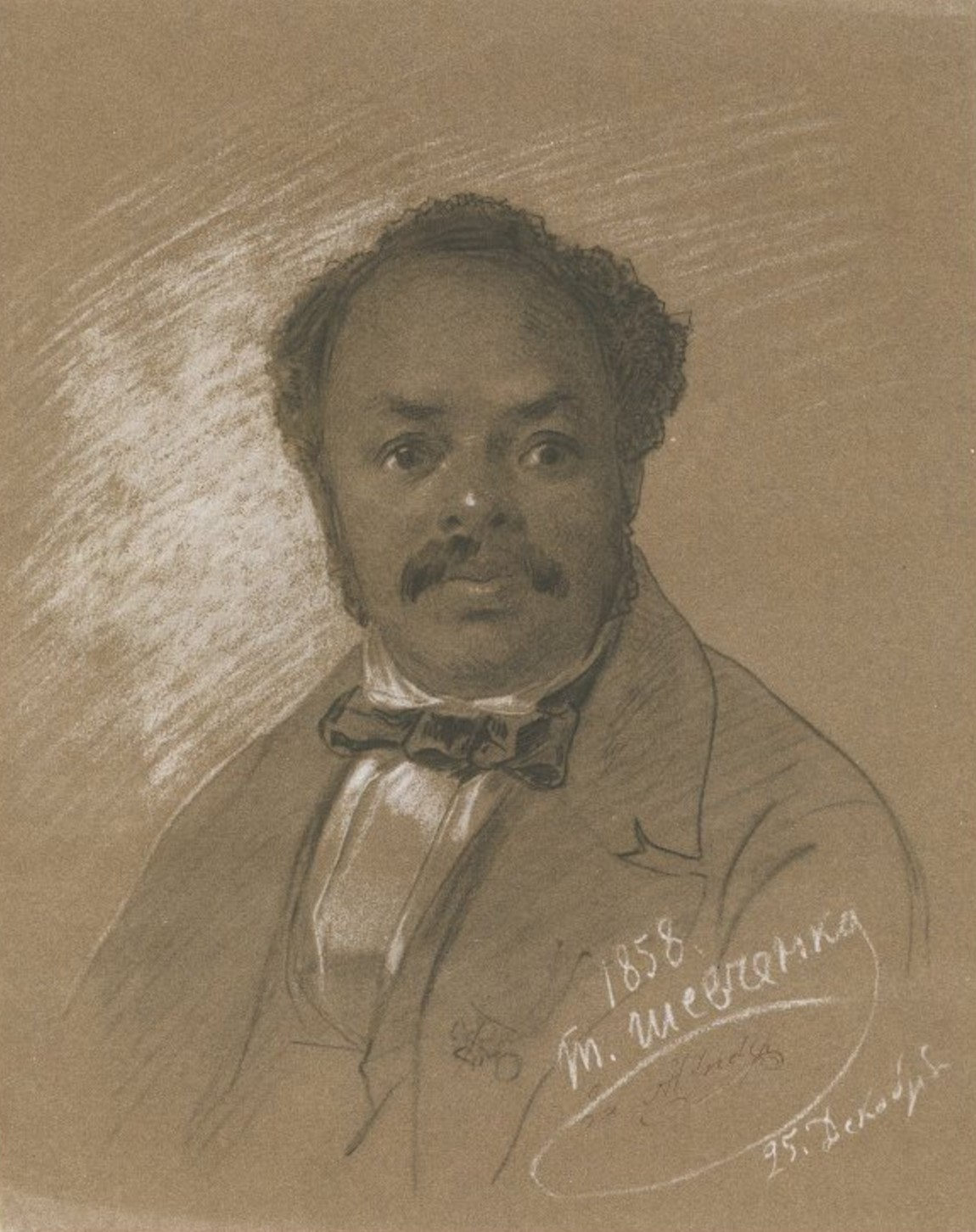
Portrait de Ira Aldridge, par Taras Shevchenko, 1858

Amanda Aldridge naît le 10 mars 1866, à Upper Norwood, un quartier du sud de Londres. Elle est la troisième enfant du comédien afro-américain Ira Frederick Aldridge et de sa seconde épouse, la suédoise Amanda von Brandt. Elle a deux sœurs, Rachel et Luranah, ainsi que deux frères, Ira Daniel et Ira Frederick.
Amanda Aldridge étudie le chant lyrique au Royal College of Music de Londres, sous la direction de Jenny Lind — connue sous le nom de « Swedish Nightingale » —, et Sir George Henschel ; ainsi que l'harmonie et le contrepoint, avec Frederick Bridge et Francis Edward Gladstone.
En 1921, elle prend soin de sa sœur malade, l'artiste lyrique contralto Luranah Aldridge, ce qui la contraint à refuser l'invitation de WEB Du Bois à assister à la seconde édition du Congrès panafricain, avec une note expliquant : « As you know, my sister is very helpless... I cannot leave for more than a few minutes at a time » (« Comme vous le savez, ma sœur a besoin d'aide... Je ne peux pas m'absenter plus de quelques minutes à la fois »),. Luranah Aldridge, que sa maladie empêche de devenir la première interprète d'origine africaine à jouer à l'Opéra de Bayreuth, se suicide dix ans plus tard. Ses deux frères, Ira Daniel et Ira Frederick, pianiste, meurent également jeunes, tragiquement.
Après une courte maladie, Amanda Aldridge meurt à Londres, le 9 mars 1956.

## Influences et style
Tout au long de sa carrière, Amanda Aldridge explore ses liens avec la culture afro-américaine, à travers la composition. Fortement influencée par ses parents et son origine européenne, elle compose des chansons lyriques qui donnent la parole aux Afro-Américains. Comprenant que son père était dépourvu de privilèges dans sa carrière et exposé à des préjugés raciaux, les chansons de ménestrel et les chansons d'esclaves sont pour elle un exutoire, qui se reflète à travers ses compositions.
Sous le pseudonyme de Montague Ring, Amanda Aldridge compose principalement de la musique de salon de style romantique, un type de musique populaire joué principalement dans les salons des maisons de la classe moyenne, généralement par des chanteurs et pianistes amateurs. Ses nombreuses compositions pour voix et piano, dont des chansons d'amour, des suites musicales, des sambas et des pièces d'orchestre, sont créées dans un style populaire, imprégné de plusieurs courants musicaux. Encouragée par sa mentoresse Jenny Lind, elle explore, à travers ses compositions, son héritage mi afro-américain mi-britannique.
Impliquée dans la communauté afro-britannique de Londres, elle entretient une solide amitié avec le compositeur Samuel Coleridge-Taylor et sa famille, notamment Avril, la fille de celui-ci.

## Carrière
Après avoir terminé ses études, Amanda Aldridge travaille comme chanteuse lyrique, accompagnatrice de piano et professeur de chant. Une sévère laryngite abime ses cordes vocales, ce qui la contraint à mettre fin à ses activités publiques. Elle se spécialise alors dans l'enseignement ainsi que la composition, et publie, entre 1907 et 1925, une trentaine de chansons, dans le registre de la musique de salon de style romantique, ainsi que dans celui de la musique instrumentale.
Les chanteurs Roland Hayes, Lawrence Benjamin Brown, Marian Anderson et Paul Robeson, font partie de ses élèves,. En 1930, Amanda Aldridge est présente lorsque cet dernier joue Othello dans le West End ; elle lui offre les boucles d'oreilles en or que son père Ira Aldridge a portées lors de sa propre prestation en tant qu'Othello, et pour laquelle il est surnommé « African Roscius ». Elle prend également la chanteuse Ida Shepley sous son aile et fait évoluer sa carrière de chanteuse en comédienne de théâtre.
Amanda Aldridge met en musique deux poèmes, Summah is de Lovin' Time et Tis Morning, de l'écrivain afro-américain Paul Laurence Dunbar, sous forme de chansons, et composeThree African Dances pour piano, l'une des œuvres la plus connue de son vivant. Plus tard, Tin Pan Alley l'aide à élargie son champ musical en lui offrant la possibilité de composer de la musique de variété.
À l'âge de 88 ans, Amanda Aldridge fait sa première apparition à la télévision, dans l'émission britannique Music For You, où Muriel Smith chante Little Southern Love Song, qu'Amanda Aldridge a composé sous son pseudonyme Montague Ring.
Dans l'édition d'automne 2020 de The Historian, Stephen Bourne détaille la vie et la carrière de compositrice d'Amanda Aldridge, ainsi que dans un long métrage intitulé At home with Amanda Ira Aldridge. Stephen Bourne rédige également un article sur elle pour l'Oxford Dictionary of National Biography.

## Compositions (sélection)

### 1907
- 1907 : A Summer Love Song, paroles de I.R.A. London and New York: Boosey & Co.
- 1907 : Azalea, paroles et musique de Montague Ring. Londres : Ascherberg, Hopwood & Crew.
- 1907 : Miss Magnolia Brown, paroles et musique de Montague Ring. Londres : Francis, Day & Hunter.
- 1907 : My Dreamy, Creamy, Coloured Girl, paroles et musique de Montague Ring. Londres : Ascherberg, Hopwood & Crew.
- 1907 : When the Coloured Lady Saunters Down the Street, paroles et musique de Montague Ring. Londres : Hopwood & Crew.
- 1907 : Where the Paw-Paw Grows, paroles de Henry Francis Downing. Londres : Ascherberg, Hopwood & Crew.

### 1908
- 1908 : Little Missie Cakewalk, paroles de Talbot Owen ; accompagnement de banjo par Clifford Essex. Londres : Lublin & Co.
- 1908 : My Little Corncrake Coon, paroles de Talbot Owen. Londres : Lublin & Co.
- 1908 : Simple Wisdom, paroles de H. Simpson. Londres : Lublin & Co.
- 1908 : The Fickle Songster, paroles de H. Simpson. Londres : Cary & Co.

### 1909
- 1909 : A Song of Spring, paroles de P.J. O'Reilly. Londres et New York : Boosey & Co.

### 1910
- 1910 : The Bride, paroles de P.J. O'Reilly. Londres : Chappell & Co.
- 1910 : Through the Day. Three Songs. 1. Morning 2. Noon 3. Evening, paroles de P.J. O'Reilly. London and New York: Boosey & Co.

### 1912
- 1912 : Little Brown Messenger, paroles de FG Bowles. Londres : G. Ricordi & Co.
- 1912 : Two Little Southern Songs. 1. Kentucky Love song 2. June in Kentucky, paroles de FG Bowles. Londres : Chappell & Co.

### 1914
- 1914 : Blue Days of June, paroles de FE Weatherly. Londres : Chappell & Co.

### 1915
- 1915 : Supplication, paroles de P.J. O'Reilly. London: Leonard & Co.

### 1917
- 1917 : Little Rose in My Hair, paroles de E. Price-Evans. Londres : Chappell & Co.
- 1917 : Love's Golden Day, paroles de E. Price-Evans. Londres : Chappell & Co.

### 1921
- 1921 : An Assyrian Love Song, paroles de FG Bowles. Londres : Elkin & Co.

### 1925
- 1925 : Summah is de Lovin' Time, paroles de PL Dunbar. Londres : Chappell & Co.
- 1925 : Tis Morning, paroles de P.L. Dunbar. London: Elkin & Co.